# Themistoclesia alata
Themistoclesia alata är en ljungväxtart som beskrevs av J.L. Luteyn. Themistoclesia alata ingår i släktet Themistoclesia och familjen ljungväxter. Inga underarter finns listade i Catalogue of Life.